# Naissance en 1327
Naissance
- 1323
- 1324
- 1325
- 1326
- 1327
- 1328
- 1329
- 1330
- 1331

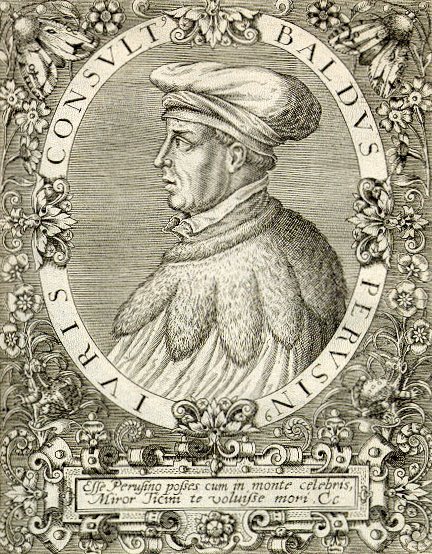
Balde de Ubaldis, né en 1327.

Cette page dresse une liste de personnalités nées au cours de l'année 1327  :
- 30 octobre : André Ier de Naples, roi consort de Naples.

- Frédéric III de Bade, co-margrave de Bade.
- Balde de Ubaldis, juriste italien.
- Henri V de Vaudémont, sire de Joinville de 1343 à 1365 et comte de Vaudémont (Henri V).
- Ke Song, peintre chinois.
- Bassui Zenji, maitre zen de l'école Rinzai qui a vécu au Japon.

## Crédit d'auteurs
- Cet article est partiellement ou en totalité issu de l'article intitulé « 1327 » (voir la liste des auteurs).